# Areraj
Areraj là một thành phố và là một khu vực quy hoạch (notified area) của quận Purba Champaran thuộc bang Bihar, Ấn Độ.

## Nhân khẩu
Theo điều tra dân số năm 2001 của Ấn Độ, Areraj có dân số 20.245 người. Phái nam chiếm 52% tổng số dân và phái nữ chiếm 48%. Areraj có tỷ lệ 45% biết đọc biết viết, thấp hơn tỷ lệ trung bình toàn quốc là 59,5%: tỷ lệ cho phái nam là 55%, và tỷ lệ cho phái nữ là 33%. Tại Areraj, 20% dân số nhỏ hơn 6 tuổi.